# Leptotyphlops merkeri
Espèce
Synonymes
- Glauconia merkeri Werner, 1909
- Leptotyphlops scutifrons merkeri (Werner, 1909)

Leptotyphlops merkeri est une espèce de serpents de la famille des Leptotyphlopidae.

## Répartition
Cette espèce se rencontre dans l'est de la Tanzanie et dans le sud du Kenya.

## Publication originale
- Werner, 1909 : Beschreibung neuer Reptilien aus dem Kgl. Naturalienkabinett in Stuttgart. Jahreshefte des Vereins für vaterländische Naturkunde in Württemberg, vol. 65, p. 55-63 (texte intégral).